# Golosina

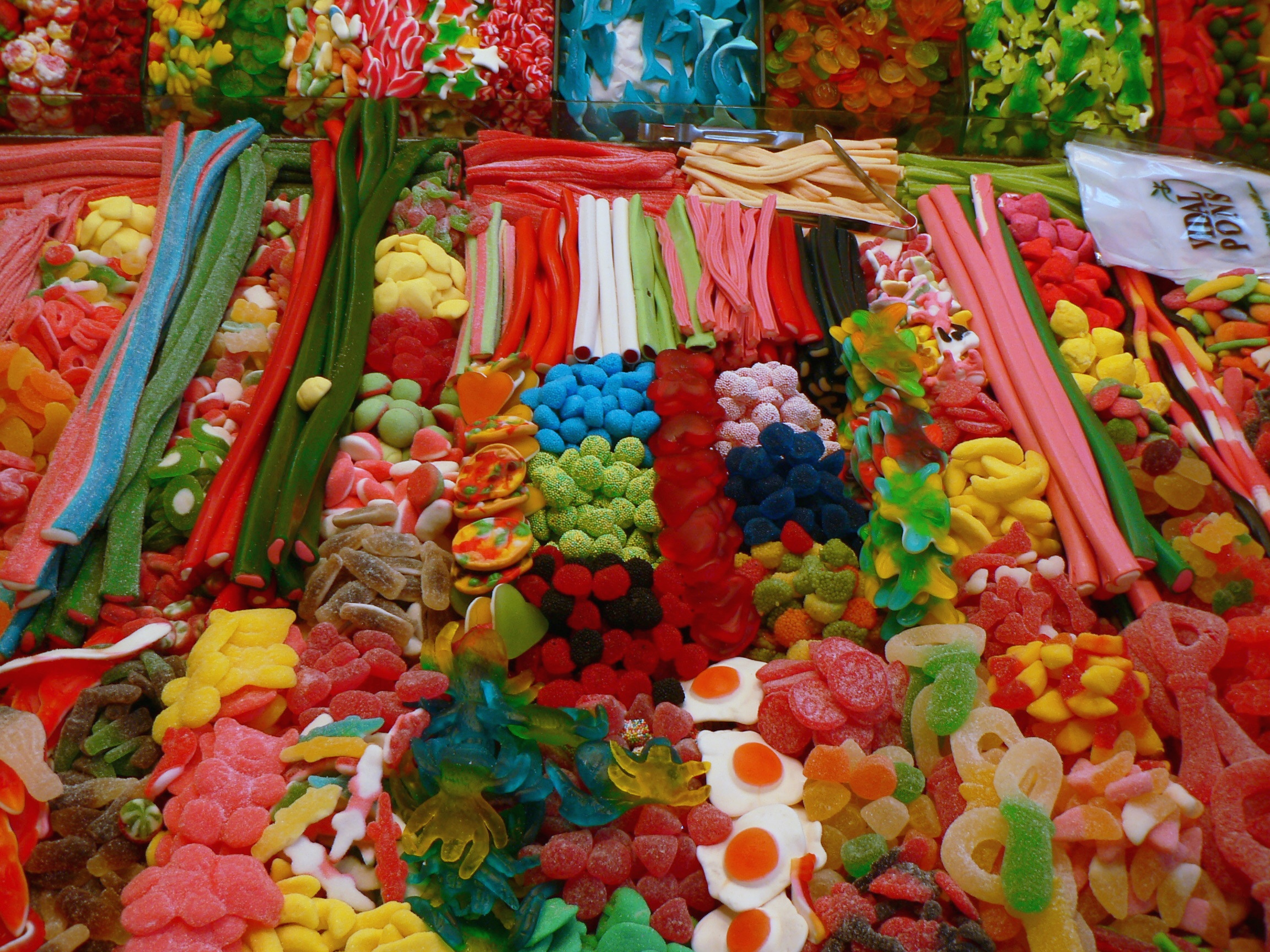
Un surtido de golosinas en una tienda.

Las golosinas son dulces de consistencia elástica o gelatinosa, también conocidas coloquialmente como chuches (en España), chucherías (en Venezuela), confites (en Costa Rica), dulces (en Chile), gominolas, guarrerías o gomitas (en Argentina). Están hechas principalmente de gelatina, jarabe de glucosa, azúcar, aromas y colorantes. 
Su consumo en exceso es un mal hábito que se ha extendido principalmente en los niños y adultos, y puede desencadenar problemas de salud como caries, obesidad, diabetes, e incluso malnutrición, debido a que ocasionan una pérdida de apetito, desplazando alimentos nutritivos; además son ricos en azúcares, hipercalóricos y de nulo aporte nutricional.

## Ejemplos
- Piruletas
- Chicles
- Chocolate
- Cupcakes